# Eduardo Rodríguez

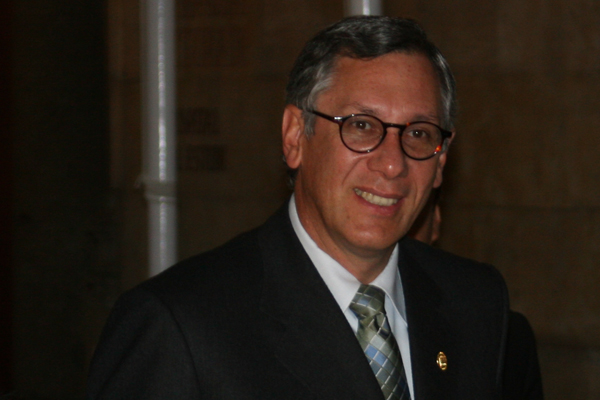
Eduardo Rodríguez.

Eduardo Rodríguez Veltzé, född 2 mars 1956, var Bolivias president mellan 9 juni 2005 och 22 januari 2006. Innan han tillträdde posten var han ordförande för Bolivias högsta domstol.